# Ich bin ein Berliner
Ich bin ein Berliner（イッヒ・ビン・アイン・ベルリーナー、ドイツ語発音: [ˈʔɪç ˈbɪn ʔaɪn bɛɐ̯ˈliːnɐ]、ドイツ語で「私は一人のベルリン市民である（I am a Berliner）」の意）は、第35代アメリカ合衆国大統領、ジョン・F・ケネディが1963年6月26日に西ベルリンで行った演説、およびその演説の一節である。

## 概要

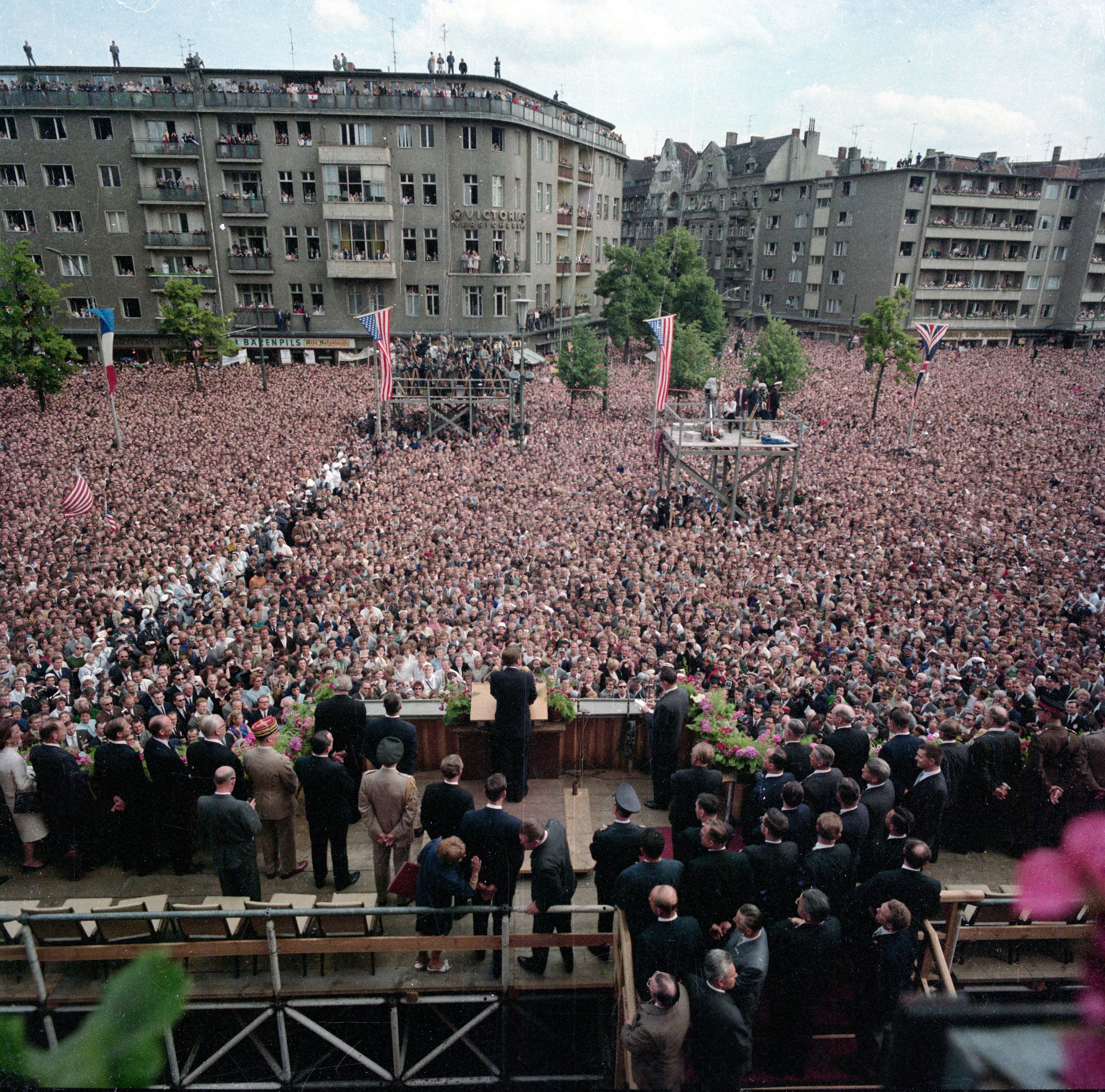
ケネディの演説を聞くために集まったベルリンの人々

冷戦渦中の有名な演説の一つであり、最も有名な反共演説の一つとして広く知られている。ソビエト連邦が支配するワルシャワ条約機構加盟国である東ドイツが、西ベルリンへの大量移住を防ぐため、1961年8月から西ベルリンに壁（ベルリンの壁）の建設を始めた。壁の建設から22ヶ月後、ケネディは西ドイツに対するアメリカの支援を強調することを目的とし、西ベルリンの地を訪れ市民の前で演説を行った。この演説は、ソ連だけでなくベルリン市民にも向けられたもので、ベルリンの壁建設後のアメリカの政策を明確に示したものだった。また、この演説の中には「Lasst sie nach Berlin kommen」（「彼らをベルリンに来させなさい」）というドイツ語のフレーズがあり、これは「共産主義者と一緒に仕事ができる」と主張する人々に向けられたもので、それを聞いたソ連中央委員会第一書記のニキータ・フルシチョフは嘲笑したという。
この演説はケネディの最高傑作の一つとされており、冷戦時代の特筆すべき瞬間であると同時に、ニューフロンティアの最高点でもある。東ドイツ内の飛び地となり、占領されてしまうことを恐れていた西ベルリンの人々にとって、ケネディの演説は士気を向上させる大きな転機となった。ケネディはシェーネベルク区庁舎前に設置されたステージ上から、12万人の聴衆を前に演説を行った。
| Two thousand years ago, the proudest boast was civis romanus sum. Today, in the world of freedom, the proudest boast is "Ich bin ein Berliner!"... All free men, wherever they may live, are citizens of Berlin, and therefore, as a free man, I take pride in the words "Ich bin ein Berliner!" | 2000年前、人々が最も誇りに思ったのは「civis romanus sum」（私はローマ市民である）であることでした。いま、自由の世界で、最も誇りに思うことは「Ich bin ein Berliner!」（私はベルリン市民である）ということなのです。（中略）どこに住んでいようと、すべての自由人はベルリンの市民であり、したがって、私は一人の自由人としてこの言葉に誇りを持っています、「Ich bin ein Berliner!」。 |

当該箇所は、"Two thousand years ago, the proudest boast was  'civis romanus sum '. Today, in the world of freedom, the proudest boast is  'Ich bin ein Berliner '."「2000年前は、最も誇り高き言葉は『私はローマ市民だ』であった。今日、この自由な世界において、最も誇り高き言葉は『私はベルリン市民だ』である。」と、キケロに由来するとされる”civis romanus sum”との対比で用いられた。
なお、元の ”civis romanus sum” には冠詞に相当する語がないが、これはラテン語自体に冠詞がないためである。

## 背景

ベルリンの4つのセクター

第二次世界大戦後、ドイツの首都ベルリンを含む一帯はソビエト連邦によって支配されるようになっていた。当初は連合国4か国（アメリカ、イギリス、フランス、ソ連）によって4つのセクターに分かれて統治されていたが、冷戦の緊張が高まったことを受け、ソ連軍が西側連合国（アメリカ、イギリス、フランス）が大規模な空輸により解放した西側セクターにベルリン封鎖を実施した。その後、NATO連合軍が支配する地域（西ベルリン）は、東ドイツに四方を囲まれた西ドイツの実質的な飛地となった。1952年以降、東西の国境はベルリンを除き、閉鎖された。その影響で何十万人もの東ドイツ人が西ベルリンを経由して西ドイツに亡命したため、東ドイツは労働力が流出して経済的に破綻する恐れがあった。
1961年、ヴァルター・ウルブリヒト率いる東ドイツ政府は、西ベルリンの周囲に「反ファシストの防護壁（antifaschistischer Schutzwall）」と呼ばれる有刺鉄線の「壁」を設置した。のちに「ベルリンの壁」としてなるその壁は、東ドイツ政府の主張では、西ドイツのスパイや工作員が東側に侵入するのを防ぐ目的としていたが、本当は東ドイツの市民が西側に逃げないようにするためだった。その後、壁は数カ月かけてコンクリートで補強し、壁周辺の建物は取り壊され、機関銃で武装した東ドイツの警備員が見守る中、「デスゾーン」が作られた。壁は鉄のカーテンの最も大きな抜け道を塞ぎ、ベルリンは東欧から西欧へ渡る際に最も困難な場所のひとつとなった。
アメリカをはじめとする西側諸国は、壁の建設に力強く対応できなかったと非難された。公式には、ベルリンは連合国4か国が共同で占領し、それぞれが一定の区域を担当していることになっていた。ケネディが行った演説は、東ベルリンが東ドイツとともにソ連圏に属していることを初めて認めたものとなった。1961年7月25日、ケネディは大統領演説の中で、4か国の権利を主張してアメリカが西ベルリンを防衛すると主張する一方で、ドイツにおけるソ連の存在に異議を唱えることは不可能であると明言した。

## 演説
シェーネベルク庁舎の階段に設置されたステージの後方には、ディーン・ラスク（アメリカ国務長官）、ルシウス・D・クレイ（アメリカのドイツ担当行政官）、コンラート・アデナウアー（西ドイツ首相）、ヴィリー・ブラント（西ベルリン市長）、オットー・バッハ（ベルリン市議会会長）などのアメリカとドイツの要人が並んでいた。演説では、まずバッハが壁建設に関するベルリンの近況について報告し、続いてアデナウアーが短いスピーチを行った後、ケネディの紹介をした。

## 演説による影響

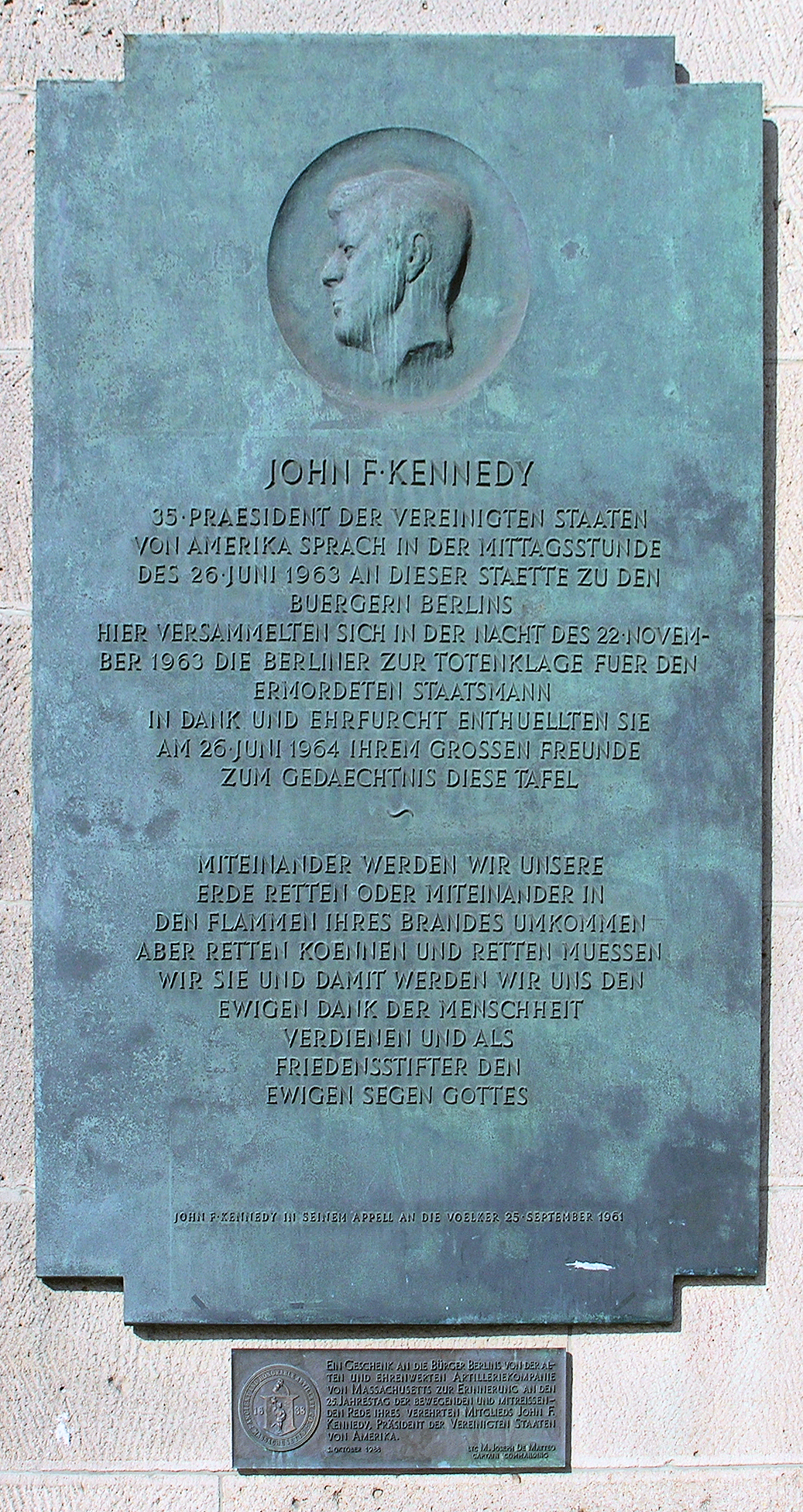
シェーネベルク庁舎の正面玄関の隣にある、ケネディの演説を記念した飾り額

西ドイツの人々の反応は概ね好意的であったが、多くのベルリン市民がこの演説を受けて「ケネディは演説するのはいいが、具体的な行動はしない」と皮肉った。
ソ連当局は戦闘的とも取れる「Lass sie nach Berlin kommen」（「彼らをベルリンに来させなさい」）に不快感を示していたと言われている。この2週間前の6月10日にワシントンD.C.のアメリカン大学で行っていた演説（題名：平和の戦略（A Strategy of Peace））では、ケネディは「ソ連との関係改善」を謳い、より融和的なトーンで話していた。ケネディのベルリン演説を受け、ソ連中央委員会第一書記のニキータ・フルシチョフは「この演説は異なる2人の大統領が行ったと思うだろう」と発言している。
この演説の影響を受け、ベルリンにはドイツ系アメリカ人学校のジョン・F・ケネディ学校や、ベルリン自由大学のジョン・F・ケネディ北米研究機関など、ケネディに関する記念施設がある。また、演説後には開催地となったシェーネベルク庁舎前の広場が「ジョン・F・ケネディ広場」と改称された。建物の入口にはこの演説に関する巨大なプレートが取り付けられている。
ロナルド・レーガンは、24年後の1987年6月12日、ベルリンで行われたベルリン750周年記念式典内で「この壁を壊しなさい!」と演説を行った。現在、スピーチのオリジナル原稿はアメリカ国立公文書記録管理局に保管されている。

## 都市伝説

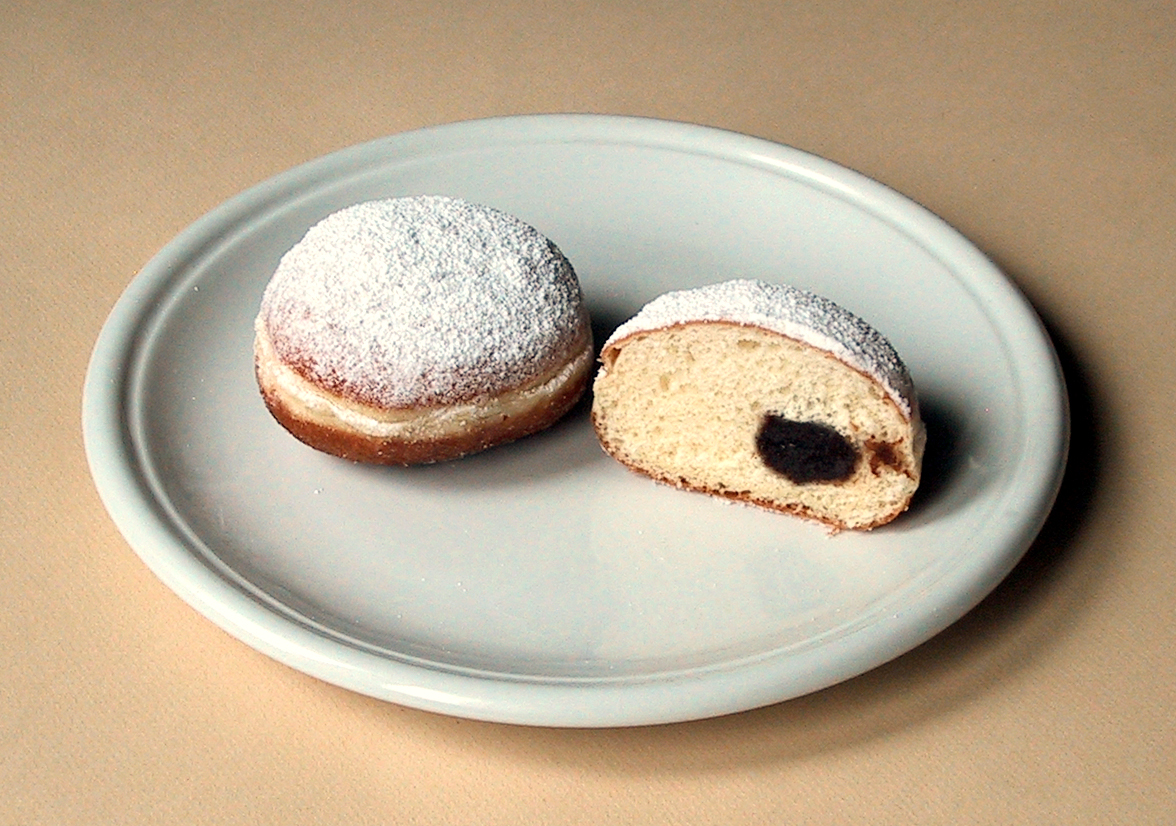
ジャム入りの揚げパン

「Berliner」には、「ベルリン市民」と言う意味の他に、「ジャム入りの揚げパン」とも受け止められるため、「私はジャムドーナッツである」と通訳されたという都市伝説が英語圏では有名である。この都市伝説は、ドイツ語では職業や出身地を言うときには不定冠詞の ein をつけずに「Ich bin Berliner」ということから来ている。ケネディが英語の文法に引きずられて不定冠詞をつけてしまったために「ベルリン市民」の意味にならなかった、というわけである。しかし、ジャム入りの揚げパンはベルリンでは Berliner ではなく Pfannkuchen と呼ばれるのが一般的であるし、また、この文脈ではケネディは自分を実際のベルリン市民と言っているわけではなく、ベルリン市民と心を共有することを比喩的に言っているのであるから、ein はむしろ必要であるという説もある。